# Miriam Adelson

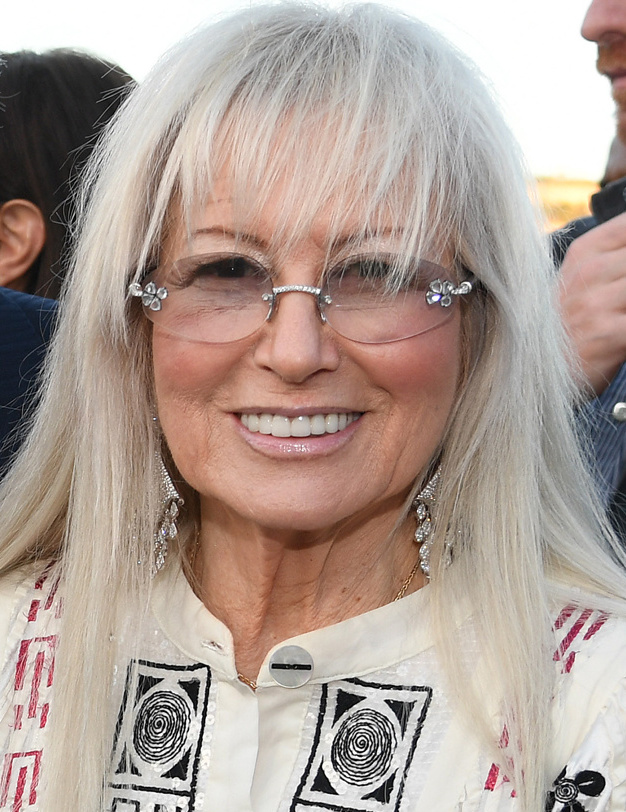
Miriam Adelson (2019)

Miriam Adelson (hebräisch מרים אדלסון‎; * 10. Oktober 1945 in Tel Aviv-Jaffa als Miriam Farbstein, מרים פרבשטיין‎) ist eine israelisch-US-amerikanische Ärztin. Sie heiratete 1991 den Casinomagnaten Sheldon Adelson (verstorben 2021) und erbte später sein Vermögen. Im April 2021 wurde ihr Vermögen auf 38,2 Milliarden US-Dollar geschätzt, womit sie zu den reichsten Frauen der Welt gehört.

## Biografie
Miriam Farbstein (später Adelson) wurde 1945 in Tel Aviv, im Mandatsgebiet Palästina, als Tochter von Eltern geboren, die vor dem Holocaust aus Polen geflohen waren. Ihr Vater war ein prominentes Mitglied der politischen Partei Mapam. In den 1950er Jahren ließ sich ihre Familie in Haifa nieder, wo Adelsons Vater mehrere Kinos besaß und betrieb.
Sie besuchte zwölf Jahre lang eine hebräische Schule. Ihren obligatorischen Armeedienst leistete sie als Sanitätsoffizierin in Nes Ziona. Nach einem Bachelor of Science in Mikrobiologie und Genetik an der Hebräischen Universität Jerusalem erwarb sie einen medizinischen Abschluss an der Sackler Medical School der Universität Tel Aviv. Später arbeitete sie in einem Krankenhaus in Tel Aviv und an der Rockefeller University.
Sie heiratete Ariel Ochshorn, ebenfalls Arzt, mit dem sie zwei Kinder hatte. Adelson ließ sich in den 1980er Jahren von Ochshorn scheiden. Während ihres Studiums an der Rockefeller University lernte sie Sheldon Adelson kennen, den sie 1991 heiratete und mit dem sie drei adoptierte Kinder aufzog. Es wird ihr zugeschrieben, Sheldons politische Ansichten über Israel beeinflusst zu haben. Sie diente als einer der "Finanz-Vize-Vorsitzenden" bei der Amtseinführung von Donald Trump. Seit Sheldons Tod im Jahr 2021 gehört ihr mehr als die Hälfte des Casinounternehmens Las Vegas Sands und unter anderem die kostenlose Tageszeitung Israel HaYom.

## Medizinische Karriere
Adelson wurde nach ihrer Ausbildung Ärztin und schließlich leitende Internistin in einer Notaufnahme des Rokach (Hadassah) Krankenhauses in Tel Aviv.
Nach der Scheidung von ihrem ersten Ehemann ging sie 1986 als Assistenzärztin an die Rockefeller University und spezialisierte sich auf die Behandlung von Drogenabhängigkeit. Sie wurde von Mary Jeanne Kreek als Mentorin betreut und arbeitete mit ihr zusammen.
1993 gründete sie ein Zentrum für Drogenmissbrauch und eine Forschungsklinik.
Im Jahr 2000 eröffnete sie zusammen mit ihrem zweiten Ehemann die Dr. Miriam and Sheldon G. Adelson Research Clinic in Las Vegas.

## Politik

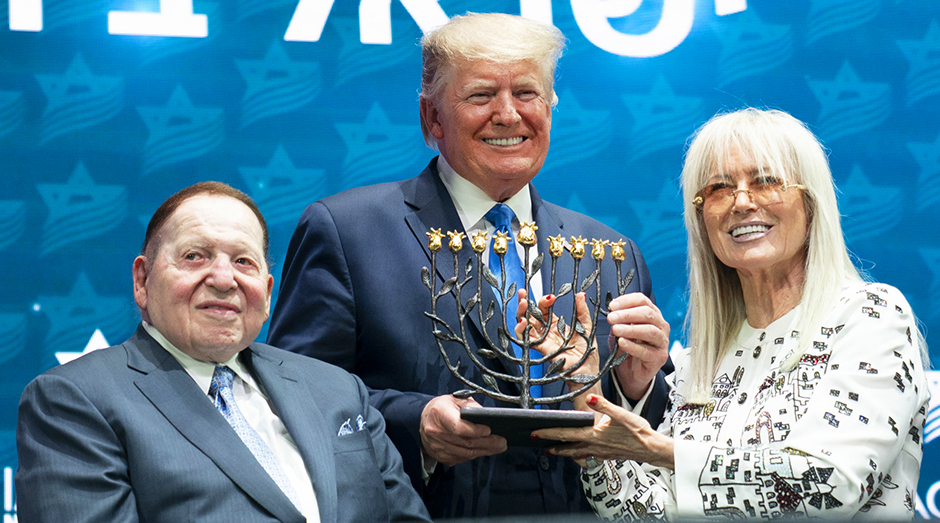
Miriam Adelson mit ihrem Mann Sheldon und Donald Trump

Sie und ihr verstorbener Mann waren und sind bedeutende Parteispender der Republikanischen Partei. Adelson ist für ihre Unterstützung von Donald Trump bekannt. Sie und ihr Mann waren die größten Spender von Trump während seiner gesamten ersten Präsidentschaft. Allein 2020 spendeten beide 180 Millionen US-Dollar für die Zwecke der Republikanischen Partei. 2018 wurde Miriam Adelson von Präsident Trump die Presidential Medal of Freedom verliehen.
Adelson schrieb, Trump verdiene aufgrund seiner Unterstützung für Israel ein "Buch Trump" in der Bibel. Anlässlich seiner Amtsaufgabe schrieb sie, Trump repräsentiere Verbundenheit, Freundschaft, Mut und den Triumph der Wahrheit und Israelis, und stolze Juden schuldeten ihm Dankbarkeit.
2024 suchte Miriam Adelson die Unterstützung für Israels Annexion des Westjordanlands während der Präsidentschaftswahl in den Vereinigten Staaten 2024 bei dem Kandidaten Donald Trump. Sie versprach, 100 Millionen Dollar auszugeben, um Trump bei der Wahl zu finanzieren, im Gegenzug wollte sie die Anerkennung der israelischen Souveränität über das palästinische Territorium durch die USA, wo es dann weder eine Palästinensische Autonomiebehörde noch Friedensabkommen geben würde.

## Auszeichnungen
- Ehrendoktor der Universität Tel Aviv (2007)
- Ehrenbürgerin der Stadt Jerusalem (2017)
- Presidential Medal of Freedom (2018)